# Bouda
Bouda é um gênero de traça pertencente à família Arctiidae.